# لیلین وست
لیلین وست (انگلیسی: Lillian West؛ ‏ ۱۵ مارس ۱۸۸۶ – ۲۳ آوریل ۱۹۷۰) یک هنرپیشه اهل ایالات متحده آمریکا بود.

## بخشی از فیلمشناسی
از فیلم‌ها یا برنامه‌های تلویزیونی که وی در آن نقش داشته‌است می‌توان به آثار زیر اشاره کرد.
- سایه‌ها (فیلم ۱۹۱۶) (۱۹۱۶)
- حراج جان‌ها (۱۹۱۹)
- سیر در عرش (۱۹۲۷)